# 토마스 크라프트
토마스 크라프트 (Thomas Kraft, 1988년 7월 22일, 키르헨 ~)는 독일의 전직 축구 선수로, 최근까지 독일 분데스리가의 헤르타 BSC에서 골키퍼로 활약했다.

## 경력

### FC 바이에른 뮌헨
2006년, 크라프트는 FC 바이에른 뮌헨 II에서 데뷔를 치렀다. 또한 2008년 7월 17일에 새로 출범한 3 리가의 첫 경기에도 출장하였다. 2008년에서 2010년까지 그는 뮌헨 1군의 써드 골키퍼로, 그의 서열 앞에는 한스 외르크 부트와 미하엘 렌징이 버티고 있었다. 2010년 렌징의 계약 만료 이후, 그는 세컨드 골키퍼가 되었다. 그는 2010-11 시즌을 앞두고 거행된 DFL-슈퍼컵에서 1군 데뷔전을 치렀다.
2010년 11월 23일, 그는 AS 로마와의 UEFA 챔피언스리그 경기에서 챔피언스리그 데뷔전을 치루었다. 바이에른 뮌헨은 전반을 2-0으로 마쳤는데도 불구하고, 2-3으로 패하였다. 이 젊은 골키퍼는 초반에 좋은 모습을 보이며, 몇차례 슈퍼선방을 보였다. 2010-11 시즌의 겨울 휴식기에, 바이에른 뮌헨의 감독 루이스 판 할은 크라프트가 한스 외르크 부트를 대신하여 바이에른의 후반기 주전 골키퍼로 사용될 것이라고 발표하였다. 크라프트는 VfL 볼프스부르크와의 시즌 후반기 첫 경기에서 처음으로 선발 출전하였다. 경기는 1-1 무승부로 종료되었다. 크라프트는 2011년 2월 23일, FC 인테르나치오날레 밀라노와의 UEFA 챔피언스리그 16강 1차전에서 눈부신 선방을 펼치며 팀의 1-0 승리를 도왔다. 그러나, 크라프트로 부트를 대신하겠다는 결정은, 바이에른의 보드진에 불만을 가져왔고, 그 결과 1. FC 뉘른베르크전에서 크라프트의 실책으로 크리스티안 아이글러에게 동점골을 헌납하여, 경기를 1-1로 종료한 뒤 루이스 판 할은 해임되었다. 판 할 감독이 해임된 뒤 안드레아스 욘커 수석 코치가 감독 대행을 맡았다. 욘커는 감독대행 첫 경기에서 다시 크라프트를 부트의 교체 요원으로 내렸다. 이후 2010-11 시즌 종료 후, 크라프트가 뮌헨을 떠날 것임을 발표하였다. 몇주 뒤, 2 분데스리가 우승팀 헤르타 BSC 베를린이 크라프트와의 계약이 확정되었다고 발표하였고, 자유 이적으로 4년 계약을 맺었다고 덧붙였다.

### 헤르타 BSC 베를린
2011년 7월 1일, 크라프트는 2011-12 시즌 이후, FC 아우크스부르크와 승격된 헤르타 BSC 베를린으로 이적하였다. 2011년 10월 16일, 크라프트는 이적 후 처음으로 친정팀 FC 바이에른 뮌헨과 재회하였고, 이날 베를린은 0-4 참패를 당하였다. 경기 이전, 크라프트와 다른 헤르타 2명의 선수 (크리스티안 렐과 안드레아스 오틀) 은 꽃다발을 바이에른 보드진으로부터 수여받았고, 팬들은 경기 도중 친 크라프트의 구호를 외치며 호의적인 태도를 보였다.

## 수상
FC 바이에른 뮌헨
- 분데스리가
  - 우승: 2009-10
  - 준우승: 2008-09
- DFB-포칼: 2009-10
- DFL-슈퍼컵: 2010
- UEFA 챔피언스리그 준우승: 2009-10